# Werner Olk
Werner Olk (Ostróda, 18 gennaio 1938) è un ex calciatore e allenatore di calcio tedesco, di ruolo difensore.

## Palmarès

### Giocatore
- Coppa di Germania: 3

Bayern Monaco: 1965-1966, 1966-1967, 1968-1969
- Coppa delle Coppe: 1

Bayern Monaco: 1966-1967
- Campionato tedesco: 1

Bayern Monaco: 1968-1969

### Allenatore

#### Competizioni nazionali
- 2. Bundesliga Süd: 1

Darmstadt: 1980-1981
- Campionato tedesco di seconda divisione: 1

Karlsruhe: 1983-1984

#### Competizioni internazionali
- CAF Champions League: 1

El-Zamalek: 1996
- Supercoppa d'Africa: 1

El-Zamalek: 1996